# القمة العربية 1965 (الدار البيضاء)
القمة العربية 1965 (الدار البيضاء) أو مؤتمر القمة العربي الثالث عقدت في 13 سبتمبر/ أيلول 1965 في الدار البيضاء، بدعوة من الملك الحسن الثاني. وشارك فيه 12 دولة عربية بالإضافة إلى منظمة التحرير الفلسطينية، وقاطعتها تونس التي كانت على خلاف مع مصر.
شهدت القمة خلافات حادة بين ملك الأردن الحسين بن طلال والرئيس المصري جمال عبد الناصر، حيث تجادلا بصوت مرتفع.
نوقشت التوترات بين باكستان والهند فيما يتعلق بقضية كشمير، واستعرض الملوك والرؤساء العرب الموقف في القارة الإفريقية وأشادوا بالدور الإيجابي الذي تنهض به المنظمة الوحدة الإفريقية لتحرير القارة وتقدمها وهم يؤيدون كفاح الشعوب ويستنكرون التمييز العنصري في جنوب إفريقا ويدينون المحاولات الهادفة إلى إعلان استقلال روديسيا الجنوبية على وجه تنفرد فيه الأقلية بالحكم، ويتضامنون في مقاومة محاولات الاستعمار والصهيونية من التسلل إلى إفريقيا وأسيا وهم يؤيدون نزع السلاح ومنع انتشار الأسلحة النووية ويطالبون بتصفية القواعد الأجنبية التي تهدد أمن المنطقة العربية وسلام العالم. وفي الختام صدر عن القمة بيان فيه مجموعة من القرارات أهمها:
- الموافقة على نص ميثاق التضامن العربي وتوقيعة من قبل ملوك ورؤساء الدول العربية المجتمعين.
- مؤازرة الدول العربية، ومساندة الجنوب المحتل والخليج العربي.
- المطالبة بتصفية القواعد الأجنبية وتأييد نزع السلاح ومنع انتشار الأسلحة النووية.
- دعم منظمة التحرير الفلسطينية وجيش التحرير، ودراسة مطلب إنشاء المجلس الوطني الفلسطيني. وإقرار الخطة العربية الموحدة للدفاع عن قضية فلسطين في الأمم المتحدة والمحافل الدولية.
- مواصلة استثمار مياه نهر الأردن وروافده طبقا للخطة المرسومة.
- التخلي عن سياسة القوة وحل المشاكل الدولية بالطرق السلمية.

## الدول الأعضاء
وضم مجلس رؤساء الدول الأعضاء في الجامعة العربية:
- الجمهورية العربية المتحدة: الرئيس جمال عبد الناصر
- المملكة العربية السعودية: الملك فيصل بن عبد العزيز آل سعود
- الجزائر: الرئيس هواري بومدين
- فلسطين: أحمد أسعد الشقيري (رئيس منظمة التحرير الفلسطينية)
- الأردن: الملك الحسين بن طلال
- الكويت: الأمير عبد الله السالم الصباح
- العراق: الرئيس عبد الرحمن عارف
- سوريا: الرئيس أمين الحافظ
- الجمهورية العربية اليمنية: الرئيس عبد الله السلال
- لبنان: الرئيس شارل حلو
- السودان: الرئيس إسماعيل الأزهري
- ليبيا: الأمير حسن السنوسي
- المغرب: الملك الحسن الثاني

## تسريبات القمة العربية
كشف الرئيس الأسبق لجهاز الاستخبارات العسكرية الإسرائيلية "أمان" الجنرال شلومو غازيت أن إسرائيل حصلت على تسجيلات القمة العربية لبحث جاهزية العرب لمحاربة إسرائيل. وخلال حوار أجراه معه الخبير الأمني رونين بروغمان نشر في صحيفة يديعوت أحرونوت، قال غازيت إن تلك القمة شهدت مشاركة وزراء الدفاع العرب وقادة جيوشهم وهيئات أركانهم ورؤساء أجهزتهم الأمنية، حيث قدموا استعراضا تفصيليا وإحصائيا لعديد القوات والقدرات والإمكانيات والخطط العسكرية. ومما أتضح فأن العاهل المغربي الملك الحسن الثاني دعا عملاء الموساد والشين بيت إلى التنصت على فندق الدار البيضاء حيث تعقد القمة العربية ولتسجيل محادثات الزعماء العرب.
وأضاف أن هؤلاء لم يعلموا أن مداولاتهم الخاصة من وراء الكواليس تم نقلها أولا بأول إلى تل أبيب، حيث استمع إليها رئيس الحكومة الإسرائيلية آنذاك ليفي أشكول ورئيس الموساد مائير عميت بعد تحليلها وترجمتها، "وقد اعتبرت هذه العملية الأمنية من أهم الإنجازات الاستخبارية في تاريخ إسرائيل". وبفضل التسجيلات توصل الإسرائيليون إلى نتيجة مفادها أن سلاح المدرعات المصري كان في حالة يرثى لها وغير مستعد للمعركة. وكانت هذه المعلومات مفيدة في انتصار إسرائيل الكبير على مصر والأردن وسوريا في حرب 1967.
ووفقًا لرونين بيرغمان، قدم الموساد بعد ذلك معلومات للدار البيضاء أدت إلى القبض على المعارض المغربي المهدي بن بركة واغتياله في أكتوبر. يقول المؤرخ المغربي المعطي منجب: "المعارضة المغربية كانت قوية للغاية في تلك الفترة ووصلت حتى الجيش، لذلك بحث النظام المغربي عن دعم إسرائيلي لتجاوز ما يمكن أن يهدده، وهو ما قد يفسر تسجيله لجلسات القمة العربية عام 1965"، مردفًا أنه "رغم إرسال المغرب لمجموعة من جيشه لأجل المشاركة في حرب 1973، إلّا أن ذلك كان موقفًا وطنيا لا ينفي تعاون النظام في تلك المرحلة مع إسرائيل، كما وقع في أكثر من بلد عربي آخر".